# Marina görög hercegnő
Marina görög hercegnő, hivatalosan Marina görög és dán hercegnő, férjezett Marina kenti és brit királyi hercegné (angolul: Princess Marina, The Duchess of Kent; Athén, 1906. december 13. – London, 1968. augusztus 27.) görög és dán hercegnő, házassága révén brit királyi hercegné és Kent hercegnéje.

## Élete

### Származása és gyermekkora
Marina hercegnő 1906-ban született Miklós görög királyi herceg és Jelena Vlagyimirovna orosz nagyhercegnő harmadik, utolsó gyermekeként. Apai nagyapja, I. György görög király dán királyi hercegként született, így leszármazottjai viselték a dán hercegi címet. Édesanyja, Jelena nagyhercegnő az orosz cári dinasztiából származott, akárcsak apai nagyanyja, Olga királyné.
Marina hercegnőt 1906 végén keresztelték meg, a keresztszülei Mária walesi hercegné, I. György görög király és VII. Eduárd brit király lettek. Tizenegy éves korában megdöntötték a monarchiát Görögországban, így a család száműzetésbe kényszerült. Párizsba költöztek, akárcsak Marina hercegnő anyai rokonai, a szintén száműzött Romanovok. A hercegnő élete végéig szoros kapcsolatban állt két nénjével, Olgával, a későbbi jugoszláv hercegnével, valamint Erzsébettel, akiből házassága révén Törring–Jettenbach grófnéja lett.

### Házassága
1934. november 29-én Marina hercegnő feleségül ment György kenti herceghez, V. György brit király negyedik fiához. Az esküvőt Londonban, a Westminster-apátságban tartották számos európai uralkodócsalád jelenlétében. A friggyel Marina Kent hercegnéje, St. Andrews grófnéje és Downpatrick báróné lett. A boldog házasságból három gyermek született:
- Eduárd herceg (1935. október 9. –)
- Alexandra hercegnő (1936. december 25. –)
- Mihály herceg (1942. július 4. –).

1942. augusztus 25-én György herceg életét vesztette egy repülőszerencsétlenség során Skócia partjainál, mialatt gyakorlatozott a Királyi Légierővel.

### Özvegysége
Férje halála után Marina továbbra is a brit királyi család egyik köztiszteletben álló, aktív tagja maradt. Hosszú ideig a London-beli wimbledoni All England Lawn Tennis and Croquet Club elnöki székében ült. 1957 márciusában, amikor Ghána kinyilvánította a függetlenségét, Marina hercegné hivatott helyettesíteni a királynőt a hivatalos ünnepség alkalmával.
Mielőtt legidősebb fia, Eduárd, Kent hercege 1961-ben feleségül vette volna Katharine Worsley-t, Marina kérvényezte a királynőnél, hogy ezentúl a saját címe „Marina királyi hercegné, Kent hercegnéje” (angolul: HRH Princess Marina, Duchess of Kent) legyen a „kenti özvegy hercegné” (angolul: HRH The Dowager Duchess of Kent) helyett. Marina mindeközben továbbra is viselte a görög és dán hercegnői címét; majd fia menyegzője után visszatért eredeti, születésekor megkapott rangjaihoz, és csak ezeket használta.
1963-tól kezdve a Canterburyben található Kenti Egyetem első rektoraként dolgozott. 1966 szeptemberében, amikor Becsuánaföld Brit Protektorátusából Botswanai Köztársaság lett, megint Marina hercegnő helyettesítette a királynőt az ünnepségeken. Gaborone-ban, az új fővárosban a legnagyobb kórházat a hercegnő tiszteletére „Marina hercegnő Kórháznak” (angolul: Princess Marina Hospital) hívják.
Marina hercegnő 1968. augusztus 27-én hunyt el a londoni Kensington-palotában, agyi tumor következtében, hatvanegy évesen. A Frogmore Királyi Mauzóleumban helyezték örök nyugalomra.

## György, Kent 1. hercege leszármazottai
A részleges családfán megjelenítettük a Kent hercege cím öröklésében fontos személyeket. Feltüntettük azokat, akikről (2024) született magyar szócikk.
- V. György brit király (1865. június 3. – 1936. január 20.) Felesége: Teck Mária
  - VIII. Eduárd brit király
  - VI. György brit király
  - Mária brit királyi hercegnő
  - Henrik Gloucester 1. hercege (1900. március 31. - 1974. június 10.)
    - innen lásd Gloucester hercege

  - György, Kent 1. hercege (1902. december 20. - 1942. augusztus 25.) Felesége: Marina görög hercegnő (1906 – 1968)
    - Eduárd, Kent 2. hercege (1935. október 9. – ) Felesége: Katalin kenti hercegné[2] (1933 –)
      - George Windsor[3], St Andrews grófja (1962. június 26–) Felesége: Sylvana Tomaselli (1957–)
        - Edward Windsor[2], Lord Downpatrick (1988. december 2. –)
        - Marina Windsor[2] (1992. szeptember 30.–)
        - Amelia Windsor (1995. augusztus 24.–)

      - Helen Taylor (1964–) Férje: Timothy Verner Taylor (1963–)
        - négy gyerek

      - Nicholas Windsor (1970–) Felesége: Paola Louise Marica Doimi de Lupis
        - három gyerek

    - Alexandra (1936–) Férje: Angus Ogilvy (1928–2004)
      - James Ogilvy (1964–) Felesége: Julia Rawlinson
        - két gyerek

      - Marina Ogilvy (1966–) Férje: Paul Mowatt (1990 – 1997)

  - János brit királyi herceg (1905-1919)